# Ą̊
Ą̊ (minuscule : ą̊), appelé A rond en chef ogonek, est une lettre latine utilisée dans l’écriture du dalécarlien.
Il s’agit de la lettre A diacritée d’un rond en chef et d’un ogonek.

## Représentations informatiques
Le A rond en chef ogonek peut être représenté avec les caractères Unicode suivants : 
- composé et normalisé NFC (latin étendu A, diacritiques) :

| formes    | représentations | chaînes de caractères | points de code | descriptions                                              |
| --------- | --------------- | --------------------- | -------------- | --------------------------------------------------------- |
| majuscule | Ą̊               | Ą◌̊                    | U+0104 U+030A  | lettre majuscule latine a ogonek diacritique rond en chef |
| minuscule | ą̊               | ą◌̊                    | U+0105 U+030A  | lettre minuscule latine a ogonek diacritique rond en chef |

- décomposé et normalisé NFD (latin de base, diacritiques) :

| formes    | représentations | chaînes de caractères | points de code       | descriptions                                                          |
| --------- | --------------- | --------------------- | -------------------- | --------------------------------------------------------------------- |
| majuscule | Ą̊               | A◌̨◌̊                   | U+0041 U+0328 U+030A | lettre majuscule latine a diacritique ogonek diacritique rond en chef |
| minuscule | ą̊               | a◌̨◌̊                   | U+0061 U+0328 U+030A | lettre minuscule latine a diacritique ogonek diacritique rond en chef |